# Scandix pecten-veneris
Scandix pecten-veneris é uma espécie de planta com flor pertencente à família Apiaceae. 
A autoridade científica da espécie é L., tendo sido publicada em Species Plantarum 1: 256–257. 1753.
Os seus nomes comuns são agulha-de-pastor, agulheira, erva-agulha, erva-agulheira ou garfinhos.

## Portugal
Trata-se de uma espécie presente no território português, nomeadamente os seguintes táxones infraespecíficos:
- Scandix pecten-veneris subsp. pecten-veneris - presente em Portugal Continental, no Arquipélago dos Açores e no Arquipélago da Madeira. Em termos de naturalidade é nativa de Portugal Continental e do Arquipélago da Madeira e possivelmente introduzida no Arquipélago dos Açores. Não se encontra protegida por legislação portuguesa ou da Comunidade Europeia.